# Lampropholis
Lampropholis es un género de lagartos de la familia Scincidae que se distribuyen por Australia.

## Especies
Según The Reptile Database:
- Lampropholis adonis Ingram, 1991
- Lampropholis amicula Ingram & Rawlinson, 1981
- Lampropholis caligula Ingram & Rawlinson, 1981
- Lampropholis coggeri Ingram, 1991
- Lampropholis colossus Ingram, 1991
- Lampropholis couperi Ingram, 1991
- Lampropholis delicata (De Vis, 1888)
- Lampropholis elongata Greer, 1997
- Lampropholis guichenoti (Duméril & Bibron, 1839)
- Lampropholis mirabilis Ingram & Rawlinson, 1981
- Lampropholis robertsi Ingram, 1991